# Svantevit
Svantevit – czwarty album studyjny polskiego zespołu muzycznego Percival Schuttenbach. Wydawnictwo ukazało się 21 września 2013 roku nakładem samego zespołu w dystrybucji Fonografiki. W listopadzie tego samego roku, nakładem Sound Age Productions nagrania trafiły do sprzedaży w Rosji. Gościnnie na płycie wystąpili m.in. Masza Archipowa, znana z występów w rosyjskim zespole Arkona oraz Igor Górewicz, członek zespołu Casus Belli.
Płyta była promowana teledyskiem do utworu "Satanael”, który wyreżyserował Marcin Somerlik.

## Lista utworów
Opracowano na podstawie materiału źródłowego.
1. "Okrutna pomsta" – 05:40
2. "Satanael" – 05:27
3. "Svantevit" – 05:16
4. "Wodnik" – 04:36
5. "Bitwa" – 04:00
6. "Upiory" – 10:05
7. "Wiking" – 05:39
8. "Tryzna" – 07:39